# ノモス (エジプト)
ノモス（古希: νόμος, pl.: νόμοι, 古代ギリシア語ラテン翻字: nomos）とは、古代エジプトの行政的かつ社会的な地域単位であり、現代の県や郡に相当するものである。古代エジプト語ではセパト（spȝt）と呼ばれた。本記事では、エジプト語に触れる場合を除きノモスの語を使用する。時代による変遷を経て、最終的に上エジプトに22、下エジプトに20のノモスが確定した。ノモスは行政単位であると共に信仰、土木、水利等を管理する地域共同体であり、古代エジプトの人々の生活空間としての役割を果たしていた。

## 名称と起源
ノモスと言う用語はギリシア語に由来する。ギリシア語におけるノモスと言う語の意味、起源についてはノモスの記事を参照されたい。この用語はアレクサンドロス大王によるエジプト征服と、その後にマケドニア人によるプトレマイオス朝が成立したことによって使用されるようになり、現代エジプト学での用語としても定着している。エジプト語ではセパト（spȝt）と呼ばれた。この語は本来「地区」という意味の語であった。セパトを表すヒエログリフは灌漑用水路を表す格子状の象形である。このことは、その起源が農耕と密接に関係していたことを示す。
| N24 |

| N24 |

行政単位であるノモスがいつ頃エジプトに成立したかについては論争がある。一つは先王朝時代から存在していたとするもので、もう一つはエジプト統一王朝の成立（初期王朝時代）以後とする見解であり、結論は出ていない。ノモスの存在を示す最も古い確実な証拠はジェセル王のピラミッドにあったノモス名と支配者（ノモスの長官）の称号であり、これによって第3王朝時代には存在していたことが確実である。また、ノモスの標章と見られる図表は先王朝時代や、第1王朝時代のものも見られるが、実際にノモスと関連するかどうかは確定的ではない。少なくても第1王朝時代には成立していたとされる。
ノモスが先王朝時代に成立したとする場合、その起源は灌漑システムや土木作業、祭礼などを共同管理する地域共同体がノモスの原型であるとされる。この場合、ノモスは部族国家ないし首長国家のような地域国家を源流として持ち、そのような地域国家が統合と分裂を繰り返す中で地域的な統合体が成立したとする。一方で統一王朝以後に成立したとする説は、ノモスが王朝成立以後に行政目的で発生した政治的な産物であるとする。この場合ノモスは中央集権体制における行政地域、地方行政単位として発生したものであるとされる。

## 標章と守護神
各ノモスには標章と守護神があった。標章は各ノモス独自の象徴であり、ノモスはその標章の形から「ノウサギ州」「トキ州」といった名前で呼ばれた。守護神は原始的信仰、先祖供養、自然崇拝等を基礎としてある小規模な共同体単位のアニミズム的な神として発生した。この神が近隣の町邑まで勢力を拡大すると、それがノモスの守護神となっていった。
古谷野は「ノモスの領域は守護神という理念的概念でイメージ化された象徴的な空間（symbolic space）であろう」としており、ノモスと守護神に対する信仰の関わりは極めて重要であったと考えられている。各ノモスの守護神にちなんだ聖獣があり、プルタルコスは各地域民は、自分達の動物を守り、その動物に傷をつけられれば大いに怒ったと証言しており、守護神信仰が広くノモス住民のアイデンティティと密接に関連していたことを把握できる。
守護神に対する信仰と密接に関係する各ノモスの標章は地域的な特性が強く表れ、下エジプトのノモスにはウシを象った標章が数多く見られる一方、上エジプトのノモスでは全く見られず、国境地帯のノモスでは武器を象ったものが多いなど、ノモス自体の歴史や特徴を物語る物となっている。

## 州侯
ノモスの長官ノマルコス（nomarchos）は日本語では一般的に州侯と訳され、場合によっては知事などの語で言及される。この州侯は一般にノモス内における農政、行政、治安維持等を司っていた。しかし、各ノモスの内政の実態についてわかっていることはほとんど無い。また、3000年にもわたる歴史の中では当然、その位置付けや権限、存在意義は変化した。プトレマイオス朝時代の州侯に相当する地位は、古王国時代の後半に表れる。前段階として、第4王朝時代の上エジプトでは「ノモスの長官 ḥḥȝ spȝt」や「委任監督官 imy-r wpwt」などの称号が見られ、下エジプトでは「境界監視官 ˁḏ-mr」「王領の長官 ḥḥȝ ḥwt ˁȝt」などの称号があった。初期の時代には強力な中央集権の下で王族の一員や王の信任厚い高官が交代で複数のノモスの施政を行っていたと見られる。第5王朝時代にも広範に地方行政に関わったと考えられる官吏の称号がいくつも見られる。これらの地方行政担当官吏は次第に管轄するノモスに居住するようになり、首都メンフィスに建造していた墳墓を自分の居住地に建設するようになった。それと並行して複数のノモスを管理していた地方行政担当官は次第に単独のノモスのみを司るようになり、第6王朝時代には「州侯」にほぼ対応する称号「○○ノモスの大総督 ḥry-tp ˁȝn ○○（○○にはノモス名が入る）」が現れた。同時に州侯の地位は世襲化し、在地豪族化した州侯は中央権力の弱体化に伴い（またはその原因として）自立勢力と化していった。こうして第1中間期には強大な州侯達（例えばヘラクレオポリス、テーベ等）が新たな王朝を築き覇を争った。分裂したエジプトはテーベの州侯の一族によって再統一され、その統一王朝は中王国（第11、第12王朝）と呼ばれている。
中王国時代前半には、分裂の時代に勢力を蓄えた各地の州侯達の力はなお強大であり、彼等は大規模な墳墓を残している。このような状況から、第12王朝の時代は「州侯の時代」とも評される。中王国の為政者達は、州侯の勢力削減を目指したようであり、地方行政機構の改革が行われた。これによってエジプト全土が「北部 mḥt」、「南部 rst」、「南端部 tp rs」の3地域に分割され、それぞれを運営する「行政官 wˁrtw」が配置された。また、各ノモスは都市に基盤を持つ「市長 ḥȝty-ˁ」によって統括されるようになり、最終的には古王国以来の州侯の地位は事実上廃止された。中王国の後、エジプトの行政区分は上下エジプトと言う伝統的な物に戻された。

## 領域
各ノモスの領域については、明瞭な境界は不明である。第12王朝前期にはほぼ行政界が明確に規定されたが、行政改革やナイル川の氾濫によって変動を繰り返した。各ノモス間での土地争いが絶えず、この時代には国王自らが州境紛争の解決のために度々奔走している。また、ノモスの位置については、上エジプトのノモスについては相対的には概ねはっきりしているのに対し、氾濫による水没域が広く地形の変動が激しい下エジプトについては不明点が多い。一般的にノモスの地理的範囲は上エジプトではナイル川の片側、もしくは両側に広がる氾濫原（沖積平野）であり、下エジプトはナイル川の支流、砂漠、海によって区切られた境域であった。その大きさは長さにして概ね30キロメートル-40キロメートル程度に収まる、徒歩でも一日で行動可能な範囲で構成された。これが当時の穀物備蓄や農作物の市場にとっての経済的距離でもあったと想定される。
ノモスの数は古い時代にははっきりせず、最終的な上エジプト22、下エジプト20と言う区分けが体系化され確定したのは新王国時代末期であると推定されている。

## ノモスの一覧

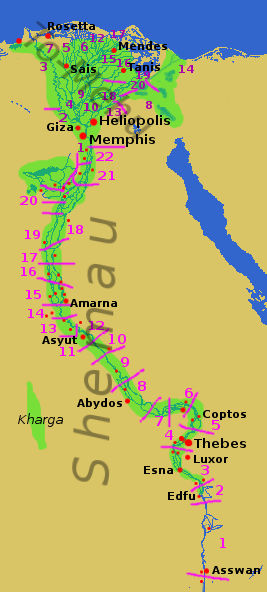
ノモスの位置。特に下エジプトについては未確定の要素が大きいことに注意。メンフィス（Memphis）の南が上エジプト、北が下エジプト。

現代エジプト学では各ノモスは一般的に番号によって言及されるが、各ノモスには固有の名前も存在した。以下にプトレマイオス朝時代のノモスの番号と名称を記す。原則として参考文献『古代王権の誕生 3 中央アジア、西アジア・北アフリカ編』の記述に依った。なお、古代エジプト語名については復元形の差異が激しいことを付言する。
| No.        | エジプト語                     | 州都（エジプト語）                                            | 州都（ギリシア語）                                | 現代の地名（アラビア語）                                        | 備考                         |
| ---------- | ------------------------------ | ------------------------------------------------------------- | ------------------------------------------------- | --------------------------------------------------------------- | ---------------------------- |
| 上エジプト |                                |                                                               |                                                   |                                                                 |                              |
| 1          | タ・セティ                     | アブウ                                                        | エレファンティネ                                  | ジャジーラ・アスワーン                                          |                              |
| 2          | ウチュス・ホル                 | ベフデト・ホル                                                | アポロノポリス                                    | エドフ                                                          | 羅：アポロノポリス・マグナ   |
| 3          | ネケン                         | ネケン ネケブ                                                 | ヒエラコンポリス エイレイシアスポリス             | コーム・エル＝アハマル カーブ                                   |                              |
| 4          | ワセト（ウアセト）             | イウニ ワセト（ネウト・アメン）                               | ヘルモンティス テーバイ（テーベ、ディオスポリス） | アルマント ルクソール                                           |                              |
| 5          | ネチェルイ（ビクルイ）         | ゲブチウ                                                      | コプトス                                          | キフト                                                          |                              |
| 6          | イケル（イティ）               | タ・ヌ・タレル イウンティ                                     | タンティラ                                        | デンデラ                                                        |                              |
| 7          | セシェシェト（バト）           | バティウ ホウト・セケム                                       | ボポス？ ディオスポリス                           | ファーオ・キプリー？ ヒーウ                                     | 羅：ディオスポリス・パルヴァ |
| 8          | タ・ウア                       | テニ ヌシャイ                                                 | ティニス プトレマイス                             | ビルバ？ ムンシャー                                             | アビュドス                   |
| 9          | ムヌウ                         | ムヌウ（イプウ）                                              | パノポリス                                        | アクミーム                                                      |                              |
| 10         | ワジェト（ウアジェト）         | チェブウ（ジャウカ）                                          | アンタエオポリス                                  | カーウ・アル＝クブラ                                            |                              |
| 11         | シャイ（スティ）               | ミケル セホテプ                                               | ？ ハイプセリス（ヒプセリス）                     | ？ シュトプ                                                     |                              |
| 12         | アテフト（ジュウフト）         | イアクメト ペル・アンティ                                     | ？ ヒエラコン                                     | ？ アターウラ                                                   |                              |
| 13         | ヌジュ・フト・ケンテト         | サウティ                                                      | リュコポリス                                      | アシュート                                                      |                              |
| 14         | ヌジュ・フト・ベヘテト         | カイス（キス）                                                | クーシス                                          | クースィーヤ                                                    | クサエ                       |
| 15         | ウント                         | ウヌウ（ペル・ジェフティ、フウト・クムヌウ）                  | ヘルモポリス                                      | アシュムーナイン                                                | 羅：ヘルモポリス・マグナ     |
| 16         | マ・ヘジュ                     | ヘベヌウ                                                      | ヒビス                                            | クム・アル＝アハマル                                            |                              |
| 17         | インプウ                       | ヘヌウ ハルダイ（カサ）                                       | ？ キュノポリス                                   | ？ キース                                                       |                              |
| 18         | アンティ（ニムティ）           | ホウト・ニスウ                                                | ？                                                | コーム・アル＝アハマル・サワーリス？                            |                              |
| 19         | ウアブウィ                     | ウンスィ スペル・メル ペル・マジャイ                          | ？ オクシュリンコス                               | ？ カイヤート バフナサ                                          |                              |
| 20         | ナルト・ケンテト               | ナルト・ケンテト（フウト・ネン・ニスウ、フウト・ネン・ネス）  | ヘラクレオポリス                                  | イフナースヤ・アル＝マディーナ                                  | 羅：ヘラクレオポリス・マグナ |
| 21         | ナルト・ベフウト               | スメヌ・ホル シェン・ケン                                     | クロコディロポリス アルシノエ                     | ファイユーム                                                    |                              |
| 22         | メジュニト                     | ペル・テプ・イフト                                            | アフロディトポリス                                | アトゥフィーフ                                                  |                              |
| 下エジプト |                                |                                                               |                                                   |                                                                 |                              |
| 1          | イネブ・ヘジ（イネブ・ヘジュ） | イネブ・ヘジ（メン・ネフェル）                                | メンフィス                                        | メンフ（ミート・ラヒーナ）                                      |                              |
| 2          | イウア                         | ケム                                                          | レトポリス                                        | アウシーム                                                      |                              |
| 3          | イメンテト                     | ペル・ニブ・イマウ フウト・イヒト イマウ                      | ジナエコポリス ？ ジナエコポリス                  | コーム・アル＝ヒスン ？ コーム・アル＝ヒスン                    |                              |
| 4          | ナルト・レシト                 | ジェカプル                                                    | プロソビス？                                      | ミノーフ？                                                      |                              |
| 5          | ナルト・メフテト               | フウト・ネト                                                  | サイス                                            | サー・アル＝ハガル                                              |                              |
| 6          | カスウ                         | カスト（カスウ）                                              | クソイス                                          | サカー                                                          |                              |
| 7          | ウア・ム・フウ・イムン         | ？ ペル・ハア・ニブ・イメンテイ                               | ？ メテリス                                       | ？ アタフ近隣？                                                 |                              |
| 8          | ウア・ム・フウ・イアブ         | グセム？ ペル・イトム                                         | ？ ヘロオンポリス                                 | ？ テル・アル・マスクータ                                       |                              |
| 9          | アンジェティ                   | ペル・ウセル・ニブ・ジェドウ                                  | ブシリス                                          | アブー・シール・バンナー                                        |                              |
| 10         | カム・ウア                     | フウト・ヒリィ・イブ（カム・ウア）                            | アトゥリビス                                      | テル・アトゥリーブ                                              |                              |
| 11         | ヘセブウ                       | チェント・レムウ テル・レムウ                                 | レオントポリス                                    | テル・アル＝ミクダーム                                          |                              |
| 12         | チェプ・ネチェル               | チェプ・ネチェル                                              | セベンニュトス                                    | サマンヌード                                                    |                              |
| 13         | ヘカ・アンジュウ               | スウ イウヌウ                                                 | ？ ヘリオポリス                                   | ？ マタリーヤ                                                   |                              |
| 14         | ケンティ・イアブティ           | ベヌウ タルウ                                                 | ？ スーレ                                         | ？ カンタラの東                                                 |                              |
| 15         | ジェフティ                     | バフ（ペル・イクル）                                          | ヘルモポリス                                      | テル・アル＝バクリーヤ                                          | 羅：ヘルモポリス・パルヴァ   |
| 16         | ハト・メヒト                   | ジェデト                                                      | メンデス                                          | テル・アッ＝ルバア                                              |                              |
| 17         | ベフデト（スマ・ベフデト）     | イウ・ヌ・イモン（ベフデト）                                  | バラモン（ディオスポリス・パルヴァ）              | テル・アル・バラモーン                                          |                              |
| 18         | イメティ・ケンティ             | ペル・バステト                                                | ブバスティス                                      | テル・バスタ                                                    |                              |
| 19         | イメティ・ベフウ               | イメト（ペル・ワジェト、ペル・ウアジェト） ジャント（ジャト） | ブト タニス                                       | テル・ナバシャ（テル・アル＝ファライーン） サーン・アル＝ハガル |                              |
| 20         | ソブドゥ                       | ペル・ソポドゥ                                                | アラビア                                          | サフト・アル＝ヘンナ                                            |                              |